# Brechkogel
De Brechkogel is een 2936 m.ü.A. hoge berg in de Ötztaler Alpen in de Oostenrijkse deelstaat Tirol.
De top van de berg ligt in de Geigenkam, een subgroep van de Ötztaler Alpen. De berg ligt ingeklemd tussen de Wildgrat (2971 m.ü.A.) in het zuidwesten en de Murmentenkarspitze (2770 m.ü.A.) in het noorden. Naar het oosten loopt een bergkam via de Innerer hoher Kogel naar de Aüßerer hoher Kogel (2728 m.ü.A.)., Zowel op de noordoostelijke als de zuidoostelijke flank ligt eeuwige sneeuw.
Beklimming van de Brechkogel begint vaak bij de Erlanger Hütte (2541 m.ü.A.), gelegen aan het meertje de Wettersee (2500 m.ü.A). Deze berghut ligt hemelsbreed een ruime kilometer ten zuidoosten van de top van de Brechkogel.